# Miep Brons
Miep Brons geboren Tang (Velp, 28 augustus 1943 – Amstelveen, 19 augustus 2016) was een Nederlands zakenvrouw.
Brons begon op 14-jarige leeftijd als leerling-verkoopster bij Loek Brons, die ze twee jaar eerder al had leren kennen als klant in zijn winkel. Ze bleef zakelijk met hem verbonden maar trad later, in 1983, ook in het huwelijk met Brons. Deze had zich inmiddels ontwikkeld tot een succesvol textielhandelaar (en werd later kunsthandelaar). Samen met hem exploiteerde ze talloze textielzaken.  
Ze is bekend geworden nadat ze als zakenvrouw een keten van Jumbo-porno-videotheken had opgezet en exploiteerde. Ze haalde de ero-video-verkoop uit de stiekeme sfeer en streefde ernaar er een meer gezellige familieaangelegenheid van te maken. Ze plaatste borden met 'Pornotheek' op de zaken (later 'Erotheek') en de omzet nam met een factor 4 toe. Het genre beoefende ze ook als zangeres en ze zong carnavalsliedjes met titels als "Wie wil er m'n poesie effe zien" en "Eindelijk klaargekomen".
Menigmaal uitte ze haar opvattingen over seksualiteit in de media. Ze ging daarbij de confrontatie aan met geestelijken als bisschop Henricus Bomers en Bert Dorenbos en anderen die er in haar ogen een verkeerde opvatting over seksualiteit hadden.
In de nadagen van haar loopbaan beperkte ze zich bij haar verkoopactiviteiten tot homo-erotiek.

## Trivia
- Uit een eerder huwelijk heeft ze een zoon.